# Praia de Barra Seca
Barra Seca é uma praia brasileira destinada totalmente ao naturismo, localizada no município de São Mateus, no estado do Espírito Santo, a 142 km da capital Vitória. Chega-se até ela pela BR-101 até Pontal do Ipiranga, pegando então uma balsa até o outro lado do rio.